# Judith Owen
Judith Owen (Londres, 1969) es una cantautora de nacionalidad galesa. Su primer álbum publicado en Norteamérica, Emotions on a Postcard, fue publicado en 1996 y ha sido seguido de varias producciones discográficas. En 2013 publicó un sencillo titulado "White Christmas" con la cantautora inglesa Julia Fordham. Es cofundadora de la disquera Twanky Records junto a su esposo, el famoso actor Harry Shearer.

## Discografía

### Álbumes
- Emotions On A Postcard (1996), Dog On The Bed Music
- Limited Edition (2000), Dog On The Bed Music
- Twelve Arrows (2003), Dog On The Bed Music
- Lost And Found (2005), Courgette
- Here (2006), Courgette
- Happy This Way (2007), Courgette
- Mopping Up Karma (2008), Courgette
- The Beautiful Damage Collection (2010), Courgette
- Some Kind Of Comfort (2012), Courgette
- Ebb & Flow (2014), Twanky Records
- Somebody's Child (2016), Twanky Records

### Sencillos
- Creatures Of Habit (2008), Courgette Records
- White Christmas (con Julia Fordham) (2013), Little Boo Records
- In The Summertime (2014), Twanky Records

### EP
- Christmas In July (2004), Century of Progress Productions